# Stroomuitval op het Iberisch Schiereiland in 2025

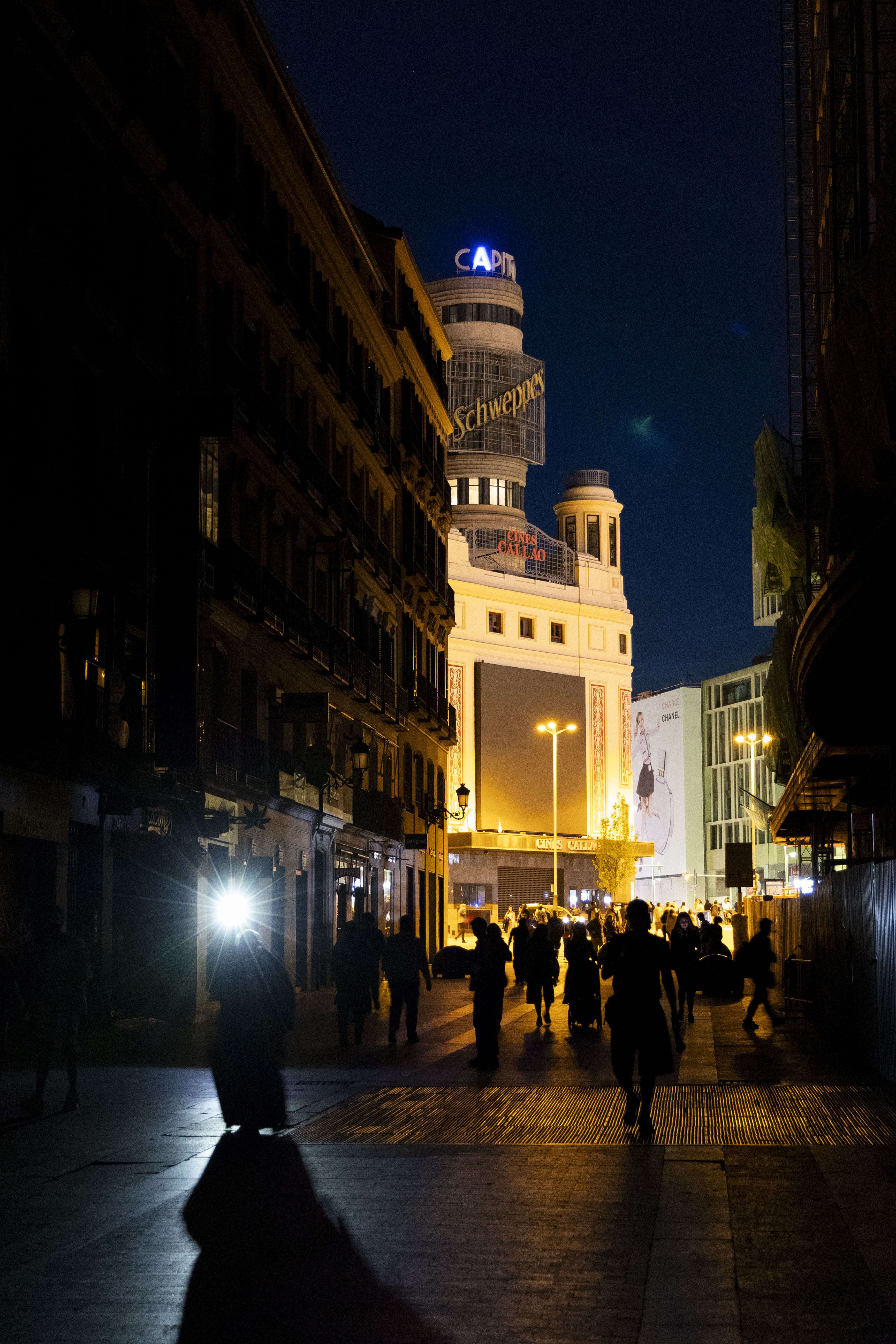
Uitzicht vanaf een straat in Madrid tijdens de stroomstoring op 28 april 2025

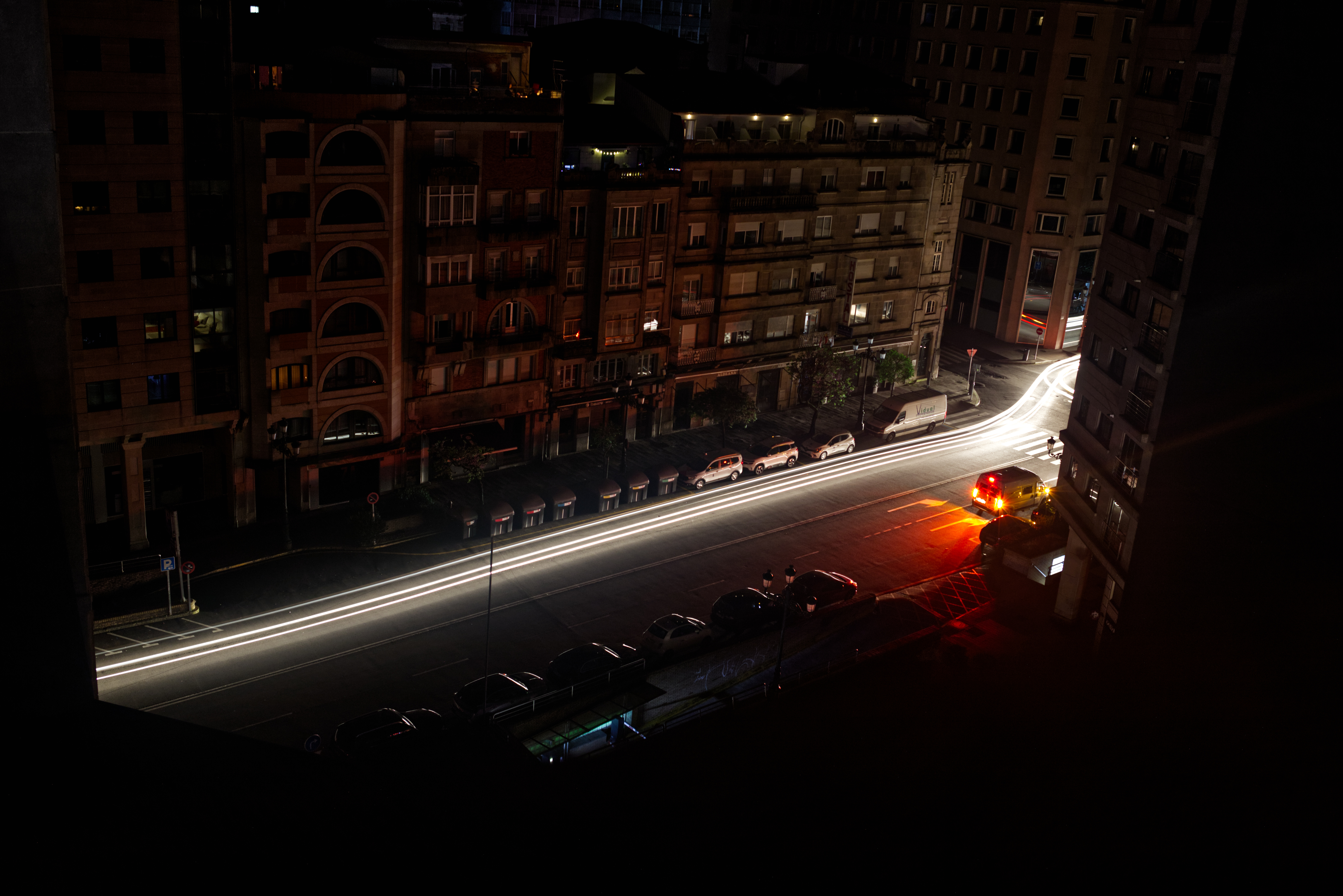
Donkere straten in Vigo

Op 28 april 2025 om 12.33 uur Midden-Europese Tijd vond er op het Iberisch Schiereiland een grote stroomstoring plaats. Spanje en Portugal werden getroffen, de stroomvoorziening was urenlang geblokkeerd. 
Kleinschalige stroomstoringen van enkele seconden of minuten deden zich voor in aangrenzende gebieden van Andorra en delen van zuidwestelijk Frankrijk, terwijl Gibraltar niet werd getroffen. Uit onderzoek bleek dat er problemen waren met het synchroon elektriciteitsnet van continentaal Europa. In de ochtend van 29 april 2025 was elektriciteitsvoorziening bijna geheel hersteld.

## Dodelijke slachtoffers
In Spanje overleden zeker vijf mensen rechtstreeks als gevolg van de stroomstoring, onder wie drie leden van hetzelfde gezin. Vermoedelijk konden meer sterfgevallen indirect met de storing in verband worden gebracht.
- In Alzira (provincie Valencia) stierf een 46-jarige vrouw toen haar zuurstofapparaat uitviel.
- In Catalonië werden 25 mensen onwel door uitlaatgassen van generatoren.
- In het Madrileense district Carabanchel stierf een vrouw door een brand vanwege een kaars.
- In Taboadela (provincie Ourense) stierven vader, moeder en zoon van een gezin door koolmonoxidevergiftiging van een aggregaat (generator).
- In Portugal stierf een 77-jarige toen de ventilator uitviel.

## Mogelijke oorzaken

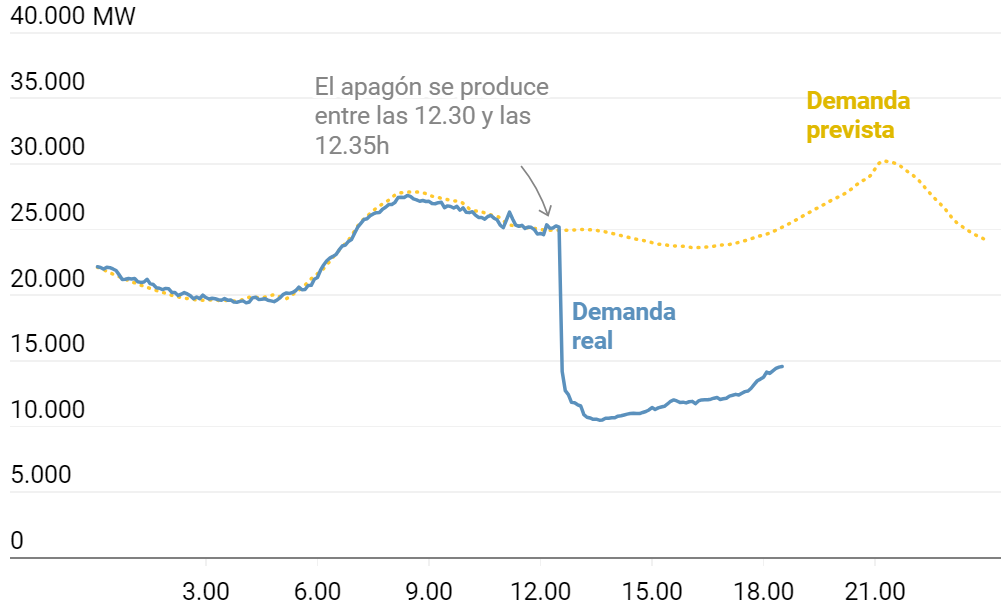
Uitval van vermogen

Afwijking van de netfrequentie

De oorzaken van de stroomstoring werden meteen door de betrokken autoriteiten onderzocht, waarbij met verschillende scenario's rekening werd gehouden.
De stroomstoring zou mogelijk te wijten zijn aan twee schommelingen in het elektriciteitsnet. De tweede storing zorgde ervoor dat het Spaanse elektriciteitsnet losgekoppeld raakte van het Europese net en het Iberische elektriciteitsnet uitviel.
De zon scheen fel en om 12.30 uur produceerde Spanje 19,5 GW zonne-energie. Daardoor produceerde Spanje meer elektriciteit: 32 GW dan er vraag was: 25 GW. Spanje voerde al zoveel uit naar Frankrijk: 0,87 GW, naar Marokko: 0,78 GW en naar Portugal: 2,6 GW als de hoogspanningskabels toelieten. De hydroelektrische pompcentrale nam ook zoveel af als ze kon: 3 GW. De prijs van elektriciteit werd door het onevenwicht van vraag en aanbod negatief: producenten van elektriciteit moesten geld betalen om elektriciteit op het stroomnet te zetten. Producenten schakelden daardoor in 5 seconden af van het stroomnet. Ook de kerncentrales van 3,3 GW stopten. Omdat het Spaanse net niet langer synchroon liep, schakelden Frankrijk en Marokko hun verbinding af. Daarna viel het stroomnet uit en omdat er geen synchroon net meer werkte, konden de producenten van elektriciteit niet opnieuw aanschakelen op het synchroon net.
Het Spaanse cybersecurityagentschap INCIBE deed onderzoek naar de mogelijkheid dat een cyberaanval het incident veroorzaakte, maar een eerste analyse leverde geen bewijs daarvoor op.
In een op 17 juni 2025 door de regering vrijgegeven rapport wordt een inschattingsfout van netbeheerder Red Eléctrica als oorzaak genoemd. Ook vielen centrales die de stabiliteit moesten herstellen, sneller uit dan ze op papier hadden moeten doen.  Voor een cyberincident of -aanval werd geen bewijs gevonden.